# República islàmica del Daguestan
La República islàmica del Daguestan és un estat islàmic proclamat pels islamistes al Daguestan el 1998, i que nominalment encara existeix.
El 9 d'agost de 1999 combatents islamistes del Daguestan i Txetxènia liderats pel cabdill txetxè Xamil Bassàiev, van prendre diverses poblacions al Daguestan, a la zona fronterera amb Txetxènia. El 10 d'agost de 1999 la Xura Islàmica del Daguestan va proclamar la República Islàmica del Daguestan, sotmesa a la xaria, i van declarar el gihad (guerra santa) contra Rússia.
El Congrés dels Pobles de Itxkèria i Daguestan, format ja abans per Bassàiev, va ser rebatejat com Mejlisul (Consell suprem) dels Musulmans d'Itxkèria (Txetxènia) i Daguestan. D'acord amb la declaració de la Xura, Xamil Bassàiev podria ser considerat l'emir. El nou estat comptava amb una nova bandera de color verd, amb serrells daurats, i conté inscripcions islàmiques.
Va ser designat Primer Ministre Siradjin Ramazanov, qui va dir el 17 que havia encetat consultes per formar govern havent designat Ministre d'Informació a Magomed Tagaev (autor de diversos llibres cridant a la guerra santa al nord del Caucas). El mateix dia es va anunciar que es creava la Guàrdia de la Xaria, per mantenir l'ordre públic en les ciutats sota el seu control. S'indicava que uns deu mil habitants d'aquestes ciutats havien fugit dels bombardejos cap a Makhatxkalà.
L'exèrcit rus, utilitzant bombes de buit, va aconseguir recuperar el control dels districtes ocupats pels islamistes (setembre), i poc després va envair Txetxènia. Els combatents, retirats a zones inaccessibles, tot i que privats de l'ajut txetxè, continuaren el combat per mitjà de guerrilles, que van intensificar la seva acció el 2005.